# Йохан VIII фон Хелфенщайн
Йохан VIII фон Хелфенщайн (на немски: Johann VIII von Helfenstein; * 1463; † ок. 1538) е господар на Хелфенщайн и Шпуркенбург, гранд-маршал на Трир, байлиф на Витлих.
Той е син на Йохан VII фон Хелфенщайн († 1474/1476) и съпругата му Катарина фон Гимних († сл. 1477), дъщеря на Йохан фон Гимних († сл. 1443) и Бихел Мюл фон дер Нойербург († 1446).

## Фамилия
Йохан VIII фон Хелфенщайн се жени 1482 г. за Маргарета фон Зикинген († 1486), дъщеря на Фридрих фон Зикинген († сл. 1468) и Клара фон Лангенау († сл. 1495). Бракът е бездетен.
Йохан VIII фон Хелфенщайн се жени втори път пр. 31 август 1490 г. за Вероника фон Райнек (* пр. 1490; † сл. 1504), дъщеря на бургграф Петер фон Райнек († 1478) и Ева фон Ролинген († 1504). Бракът е бездетен.
Йохан VIII фон Хелфенщайн се жени трети път през ноември 1513 г. за Маргарета Байер фон Бопард († 1537), вдовица на Лудвиг фон Тан († 1513), дъщеря на Конрад Байер фон Бопард-Сааралбен († 1520) и Йохана фон Елтер († 1515). Бракът е бездетен.